# Hercostomus nanjingensis
Hercostomus nanjingensis är en tvåvingeart som beskrevs av Yang 1996. Hercostomus nanjingensis ingår i släktet Hercostomus och familjen styltflugor.
Artens utbredningsområde är Jiangsu (Kina). Inga underarter finns listade i Catalogue of Life.